# Thomas Düffert
Thomas Düffert (* 22. Oktober 1967) ist ein deutscher Medienmanager und ist seit 2013 Vorsitzender der Konzerngeschäftsführung der MADSACK Mediengruppe.

## Leben
Düffert begann 1996 bei Gruner + Jahr, wo er in verschiedenen leitenden Positionen im In- und Ausland tätig war. Anschließend übernahm er den Vorsitz der Geschäftsführung der DDV Mediengruppe in Dresden, bevor er 2010 zunächst als stellvertretender Vorsitzender der Konzerngeschäftsführung zur MADSACK Mediengruppe wechselte und drei Jahre später die Gesamtverantwortung als CEO übernahm. Seitdem hat sich Madsack durch strategische Zukäufe und Partnerschaften im deutschen Regionalmedienmarkt etabliert und treibt gleichzeitig die Entwicklung eines rein digitalen journalistischen Geschäftsmodells voran.
Seit 2013 ist Düffert Vorsitzender der Konzerngeschäftsführung der MADSACK Mediengruppe. Unter seiner Führung hat sich das Unternehmen von einem regionalen Zeitungsverlag zu einer der führenden digitalen Mediengruppen Deutschlands entwickelt. Düffert initiierte u. a. die Gründung des RedaktionsNetzwerks Deutschland (RND), das seit 2014 mehr als 100 Tageszeitungen mit überregionalen Inhalten versorgt. Gleichzeitig fungiert das RND als digitale Publishing-Plattform, die wirtschaftlich tragfähigen und qualitativ hochwertigen Regionaljournalismus mit nationaler Reichweite ermöglicht. Zuletzt initiierte Düffert die Gründung der RND Fortis GmbH, um insbesondere die Entwicklung journalistischer Newsletter der Madsack Mediengruppe strategisch auszubauen.
Auch auf nationaler Ebene engagiert sich Thomas Düffert für die Zukunft des Journalismus: Seit 2015 ist er Mitglied des Aufsichtsrats der Deutschen Presse-Agentur (dpa), seit 2016 gehört er den Leitungsgremien des Bundesverbands Digitalpublisher und Zeitungsverleger (BDZV) an.